# Wilhelm von Schmeling
Friedrich Wilhelm von Schmeling (* 4. November 1811 in Hohenwalde; † 5. Januar 1879 in Berlin) war ein preußischer Generalleutnant.

## Leben

### Herkunft
Er war der drittälteste Sohn von Otto von Schmeling (1762–1839), Herr auf Hohenwalde, und dessen Ehefrau Konstanze Beate, geborene von Beerfelde (1776–1863).

### Militärkarriere
Schmeling besuchte die Kadettenanstalten in Potsdam und Berlin. Am 29. Juli 1829 trat er als Fähnrich in das 14. Infanterie-Regiment der Preußischen Armee ein und wurde am 22. Februar 1831 Sekondeleutnant. Von 1834 bis 1836 wurde er an die Allgemeine Kriegsschule abkommandiert. Am 19. April 1845 wurde er Adjutant im Stab der 4. Infanterie-Brigade und am 13. November 1847 zum Premierleutnant befördert. 1848 beteiligte er sich mit der Brigade an der Bekämpfung polnischer Insurgenten. Am 19. September 1850 wurde er Adjutant der 5. Division und am 14. Oktober 1851 zum Hauptmann befördert. Am 18. Juni 1853 trat er als Adjutant in das Generalkommando des III. Armee-Korps ein. Am 6. Juni 1857 wurde er zum Major befördert und zum Landwehr-Bataillon nach Wriezen versetzt. Am 1. Juli 1860 wurde er Bataillonskommandeur beim Brandenburgischen Füsilier-Regiment Nr. 35 und stieg dort am 18. Oktober 1861 zum Oberstleutnant auf. Am 9. Januar 1864 wurde er Kommandeur des Pommerschen Füsilier-Regiments Nr. 34 und am 25. Juni 1864 zum Oberst befördert. 1866 führte Schmeling sein Regiment während des Deutschen Krieges im Verband der 16. Division und war an den Schlachten bei Münchengrätz und Königgrätz beteiligt.
Am 18. Mai 1867 wurde er mit der Führung der 28. Infanterie-Brigade in Düsseldorf beauftragt und am 10. August zum Kommandeur ernannt. Am 22. März 1868 erfolgte seine Beförderung zum Generalmajor. Im Deutsch-Französischen Krieg erhielt das Kommando über die aus ostpreußischer Landwehr neuaufgestellte 4. Reserve-Division, welcher dem XIV. Armee-Korps zugeteilt war. Bereits Anfang Oktober wurde die 4. Reserve-Division bei Neuenburg über den Rhein gebracht, um die Festungen Schlettstadt und Neu-Breisach zu belagern. Schlettstadt wurde am 24. Oktober zur Übergabe gebracht, Neu-Breisach kapitulierte nach neuntägigem Beschuss am 10. November.
Am 15., 16. und 17. Januar 1871 deckte Schmelings Division in der Schlacht an der Lisaine den linken Flügel Werders bei Montbéliard. Nach dem Friedensschluss wurde Schmeling, der für seine Leistungen während des Krieges mit beiden Klassen des Eisernen Kreuzes sowie dem Kommandeurkreuz I. Klasse des Ordens vom Zähringer Löwen ausgezeichnet worden war, am 18. August 1871 die Beförderung zum Generalleutnant. Am 13. Januar 1872 folgte seine Ernennung zum Kommandeur der 4. Division in Bromberg. Unter Verleihung des Roten Adlerordens I. Klasse mit Eichenlaub wurde Schmeling am 4. Dezember 1873 mit Pension zur Disposition gestellt.
Nach seinem Tod wurde er auf dem Alten Garnisonfriedhof in Berlin bestattet. Schmeling war Ritter des Johanniterordens.

### Familie
Er heiratete in Stargard in Pommern am 1. Oktober 1842 Luise von Ploetz (1824–1903). Aus dieser Ehe ging der spätere Generalmajor August von Schmeling (1843–1910) hervor.